# Johanna Rasmussen
Johanna Rasmussen (Nykøbing Falster, 2 luglio 1983) è un'ex calciatrice danese, di ruolo centrocampista o attaccante.
Per 15 anni ha inoltre vestito la maglia della nazionale danese, con la quale ha partecipato a tre campionati europei e un mondiale e, al 15 agosto 2017, è la seconda calciatrice danese per numero di presenze (152) dopo Katrine Pedersen (210).

## Carriera

### Club
Johanna Rasmussen si appassiona al gioco del calcio fin da giovanissima, decidendo di tesserarsi con il B 1921, società di Nykøbing Falster, cittadina della Selandia dove nasce e cresce con i genitori, e dove rimane fino al 2002.
Quello stesso anno coglie l'opportunità per trasferirsi al Fortuna Hjørring, società dove fa il suo debutto in Elitedivisionen, massimo livello del campionato danese femminile di calcio, e dove al termine del campionato, in quell'anno ancora basato sull'anno solare, condivide la conquista del quinto titolo nazionale, avendo inoltre l'occasione di partecipare alla UEFA Women's Cup, l'allora denominazione del campionato UEFA per squadre femminili, nella stagione 2002-2003, la seconda da quando venne istituito. Il Fortuna Hjørring, dopo aver agevolmente raggiunto la prima posizione del gruppo 6 nella prima fase eliminatoria, riesce a superare ai quarti di finale le norvegesi del Trondheims-Ørn (risultato aggregato 3-2), le inglesi dell'Arsenal (aggr. 8-2), accedendo alla finale con le campionesse di Svezia dell'Umeå IK, le quali però si rivelano di caratura superiore battendole 4-1 all'andata e nuovamente per 3-0 al ritorno, aggiudicandosi il trofeo continentale. Durante il torneo Rasmussen fa il suo debutto fin dal primo incontro del 25 settembre 2002 dove la sua squadra supera per 5-0 le moldave del Codru Chişinău.
Nelle sei stagioni che disputa con la società di Hjørring disputa sempre dei campionati da alta classifica ma dovendo subire la superiorità del Brøndby riesce solo a conquistare la Coppa di Danimarca 2006 battendo 5-1 in finale lo Skovbakken.
Dopo 125 presenze con il Fortuna, Rasmussen decide di cogliere l'opportunità di giocare all'estero sottoscrivendo un contratto con l'Umeå IK, per giocare in Damallsvenskan, livello di vertice del campionato svedese dalla stagione 2008.

### Nazionale
Rasmussen inizia ad essere convocata dalla federazione calcistica della Danimarca (Dansk Boldspil Union - DBU) dal 2000, inizialmente nella formazione Under-17 per passare alla Under-18 quello stesso anno, alla Under-19 quello successivo e, raggiunti i limiti d'età, in quella Under-21 nel 2004, giocando solamente 3 incontri amichevoli.

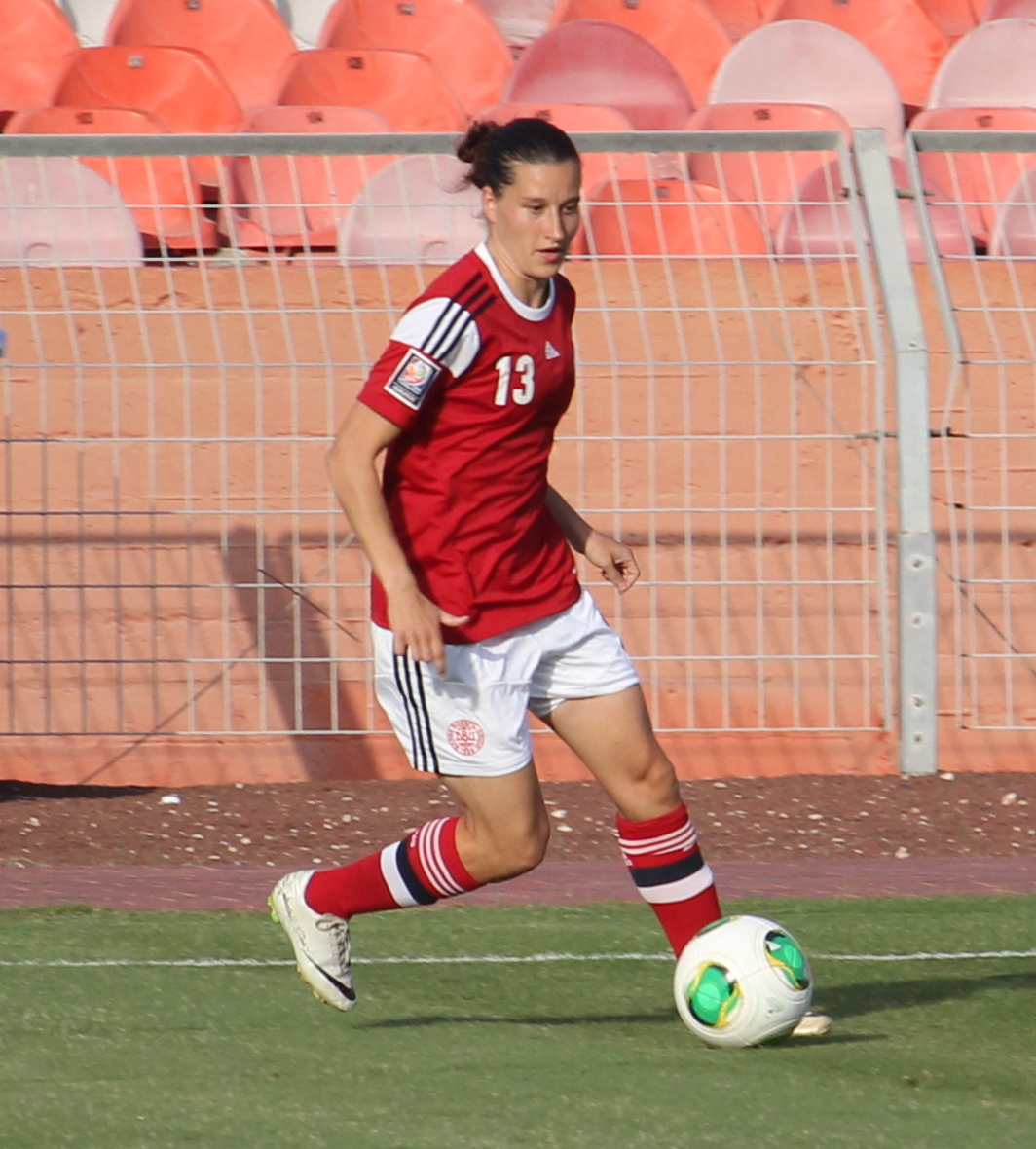
Rasmussen in un'azione di gioco in -Danimarca del 19 giugno 2014.

Il suo primo impiego in un torneo ufficiale UEFA destinato alle nazionali giovanili avviene il 6 novembre 2000, in occasione del secondo turno di qualificazione al campionato europeo di Norvegia 2001, l'ultimo destinato a formazioni al di sotto dei 18 anni d'età, dove la Danimarca supera l'Austria con il punteggio di 6-0. Ottenuta la qualificazione, Rasmussen disputa anche i due incontri previsti della fase finale, il 26 luglio 2001 perso 1-0 con la Norvegia e il successivo del 28 luglio, dove all'Åråsen Stadion di Lillestrøm supera per 1-0 la Spagna nella finale per il terzo posto.
Inserita nella rosa della squadra impegnata alla fase finale dell'Europeo U19 di Svezia 2002, Rasmussen ha l'occasione di mettersi in luce segnando due reti, il 5 maggio 2002, quella siglata al 57' che porta sul momentaneo 1-1 la partita con le pari età dell'Inghilterra, incontro poi terminato 2-1 per le britanniche, e il successivo 7 maggio, dove all'8' apre le marcature nell'incontro poi vinto per 3-1 sulle avversarie della Norvegia. Il percorso della sua squadra si interrompe alle semifinali dove viene eliminata, superata 1-0 dalla Francia.
Nel frattempo viene convocata anche nella nazionale maggiore, dove Rasmussen fa il suo debutto il 17 ottobre 2002, in occasione dell'incontro amichevole disputato a Ulma e perso 2-0 con le avversarie della Germania. In quell'occasione scende titolare venendo rilevata al 67' da Mette Jokumsen.
Per indossare nuovamente la maglia della nazionale deve aspettare oltre un anno, inserita in rosa nella formazione che partecipa alle fasi di qualificazione al campionato europeo di Inghilterra 2005, fa il suo debutto in una gara ufficiale UEFA il 27 maggio 2004 dove allo Stadio Odense di Odense la Danimarca supera per 2-1 la Norvegia. Il subentrato CT Peter Bonde le rinnova la fiducia inserendola nella lista delle atlete convocate per la fase finale.

## Palmarès
- Campionato svedese: 2

Umeå IK: 2008
Linköping: 2017
- Campionato danese: 1

Fortuna Hjørring: 2002
- Supercoppa svedese: 1

Umeå IK: 2008
- Coppa di Danimarca: 1

Fortuna Hjørring: 2005-2006